# Endiandra recurva
Endiandra recurva är en lagerväxtart som beskrevs av Cyril Tenison White. Endiandra recurva ingår i släktet Endiandra och familjen lagerväxter. Inga underarter finns listade i Catalogue of Life.